# Avarjárófélék
Az avarjárófélék (Orthonychidae) a madarak osztályának verébalakúak (Passeriformes) rendjébe tartozó család.

## Rendszerezésük
A családot John Edward Gray írta le 1840-ben, az ide tartozó egyetlen nemet Coenraad Jacob Temminck, 1820-ban, jelenleg az alábbi három faj tartozik ide:
- új-guineai avarjáró (Orthonyx novaeguineae)
- feketefejű avarjáró (Orthonyx spaldingii)
- tüskefarkú avarjáró (Orthonyx temminckii)

## Előfordulásuk
Egy faj Új-Guinea szigetén, kettő Ausztrália területén honos. A természetes élőhelyük szubtrópusi és trópusi erdők és cserjések. Állandó, nem vonuló fajok.

## Megjelenésük
Testhosszuk 18-29 centiméter közötti.

## Életmódjuk
Leginkább gerinctelenekkel táplálkoznak.